# Джайлав-Акташ
Джайла́в-Акта́ш (укр. Джайлав-Акташ, крымскотат. Caylav Aqtaş, Джайлав Акъташ) — исчезнувшее село в Ленинском районе Республики Крым, располагавшееся на севере района, на северо-восточном берегу Акташского озера, примерно в 1 км к северо-западу от современного села Азовское.

## История
Впервые в доступных источниках селение встречается в Статистическом справочнике Таврической губернии. Ч.II-я. Статистический очерк, выпуск пятый Феодосийский уезд, 1915 год, согласно которому в деревне Джайлав-Акташ Петровской волости Феодосийского уезда числилось 18 дворов (17 дворов с землёй, 1 — безземельный) с татарским населением в количестве 65 человек приписных жителей и 2 «посторонних», из которых 35 мужчин и 32 женщины. Жители владели 285 десятинами удобной земли. В хозяйствах имелось 43 лошади, 8 волов, 11 коров и 35 голов овец, свиней, или коз.
После установления в Крыму Советской власти, по постановлению Крымревкома, 25 декабря 1920 года был образован Керченский (степной) уезд, а, постановлением ревкома № 206 «Об изменении административных границ» от 8 января 1921 года была упразднена волостная система и село вошло в состав Петровского района Керченского уезда, а в 1922 году уезды получили название округов. 11 октября 1923 года, согласно постановлению ВЦИК, в административное деление Крымской АССР были внесены изменения, в результате которых округа были отменены, Петровский район упразднили, влив в Керченский район. Согласно Списку населённых пунктов Крымской АССР по Всесоюзной переписи 17 декабря 1926 года, в селе Джайлав-Акташ, Казантипского сельсовета Керченского района, числилось 9 дворов, все крестьянские, население составляло 28 человек, все татары. Постановлением ВЦИК «О реорганизации сети районов Крымской АССР» от 30 октября 1930 года (по другим сведениям 15 сентября 1931 года) Керченский район упразднили и село включили в состав Ленинского. На километровой карте Генштаба Красной армии 1941 года Джайлав уже обозначен как развалины.